# Somewhere I Belong
Singles de Linkin Park
Points of Authority
(2002) Faint
(2003)
Pistes de Meteora
Don't Stay Lying from You
Somewhere I Belong est une chanson du groupe Linkin Park sortie le 24 février 2003 et est le premier single de leur album Meteora sorti la même année.

## Clip vidéo
La vidéo a été réalisée par Joseph Hahn. Il présente le groupe jouant la chanson devant un feu, on voit Chester Bennington et Mike Shinoda en face d'une cascade avec ce qui semble être des moines autour d'eux. Les portes de ce qui est supposé être la salle où est Bennington sont remplies des caractères chinois pour le feu et l'eau, qui représentent peut-être la chute d'eau et le feu brûlant derrière Shinoda. La vidéo a reçu le prix Best Rock Video à la 2003 MTV Video Music Awards.

## Classements hebdomadaires
| Classement (2003)                         | Meilleure position |
| ----------------------------------------- | ------------------ |
| Allemagne (GfK Entertainment)             | 12                 |
| Australie (ARIA)                          | 13                 |
| Autriche (Ö3 Austria Top 40)              | 16                 |
| Belgique (Flandre Ultratop 50 Singles)    | 33                 |
| Belgique (Wallonie Ultratop 50 Singles)   | 23                 |
| Canada (Canadian Singles Chart)           | 3                  |
| Écosse (OCC)                              | 6                  |
| Espagne (PROMUSICAE)                      | 17                 |
| États-Unis (Alternative Songs)            | 1                  |
| États-Unis (Billboard Hot 100)            | 32                 |
| États-Unis (Mainstream Rock Tracks chart) | 1                  |
| Finlande (Suomen virallinen lista)        | 14                 |
| France (SNEP)                             | 32                 |
| Irlande (IRMA)                            | 4                  |
| Italie (FIMI)                             | 13                 |
| Norvège (VG-lista)                        | 12                 |
| Nouvelle-Zélande (RMNZ)                   | 1                  |
| Pays-Bas (Single Top 100)                 | 14                 |
| Royaume-Uni (UK Singles Chart)            | 10                 |
| Royaume-Uni (UK Rock Chart)               | 1                  |
| Suède (Sverigetopplistan)                 | 19                 |
| Suisse (Schweizer Hitparade)              | 15                 |